# (4834) Фоант
(4834) Фоант (лат. Thoas, др.-греч. Θόας) — типичный троянский астероид Юпитера, движущийся в точке Лагранжа L4, в 60° впереди планеты. Астероид был открыт 11 января 1989 года американским астрономом Кэролин Шумейкер в Паломарской обсерватории и назван в честь Фоанта, одного из героев Троянской войны.

Орбита астероида Фоант и его положение в Солнечной системе
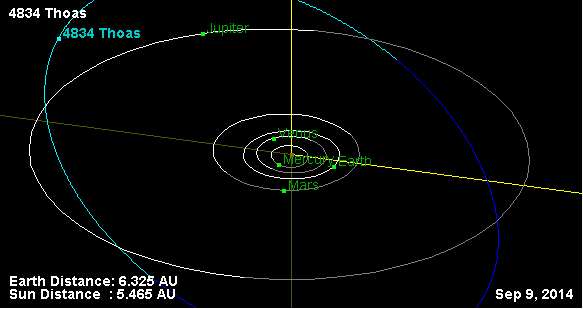
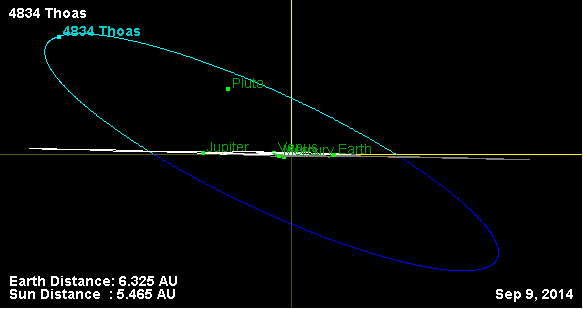

Фотометрические наблюдения, проведённые в 1996 году, позволили получить кривые блеска этого тела, из которых следовало, что период вращения астероида вокруг своей оси равняется 18,22 ± 0,04 часам, с изменением блеска по мере вращения 0,14 ± 0,01 m.